# بهنام باني
بهنام باني (بالفارسية: بهنام بانی) (من مواليد 3 أكتوبر 1987 في دامغان) هو مغني بوب إيراني. اشتهر بأغنية «علاقه خاص».

من أغنية «علاقه خاص» فصاعداً، كل أغانية من تلحين وتوزيع حامد برادران. يعمل حالياً تحت إشراف شركة آواي فروهر.

## حفلات

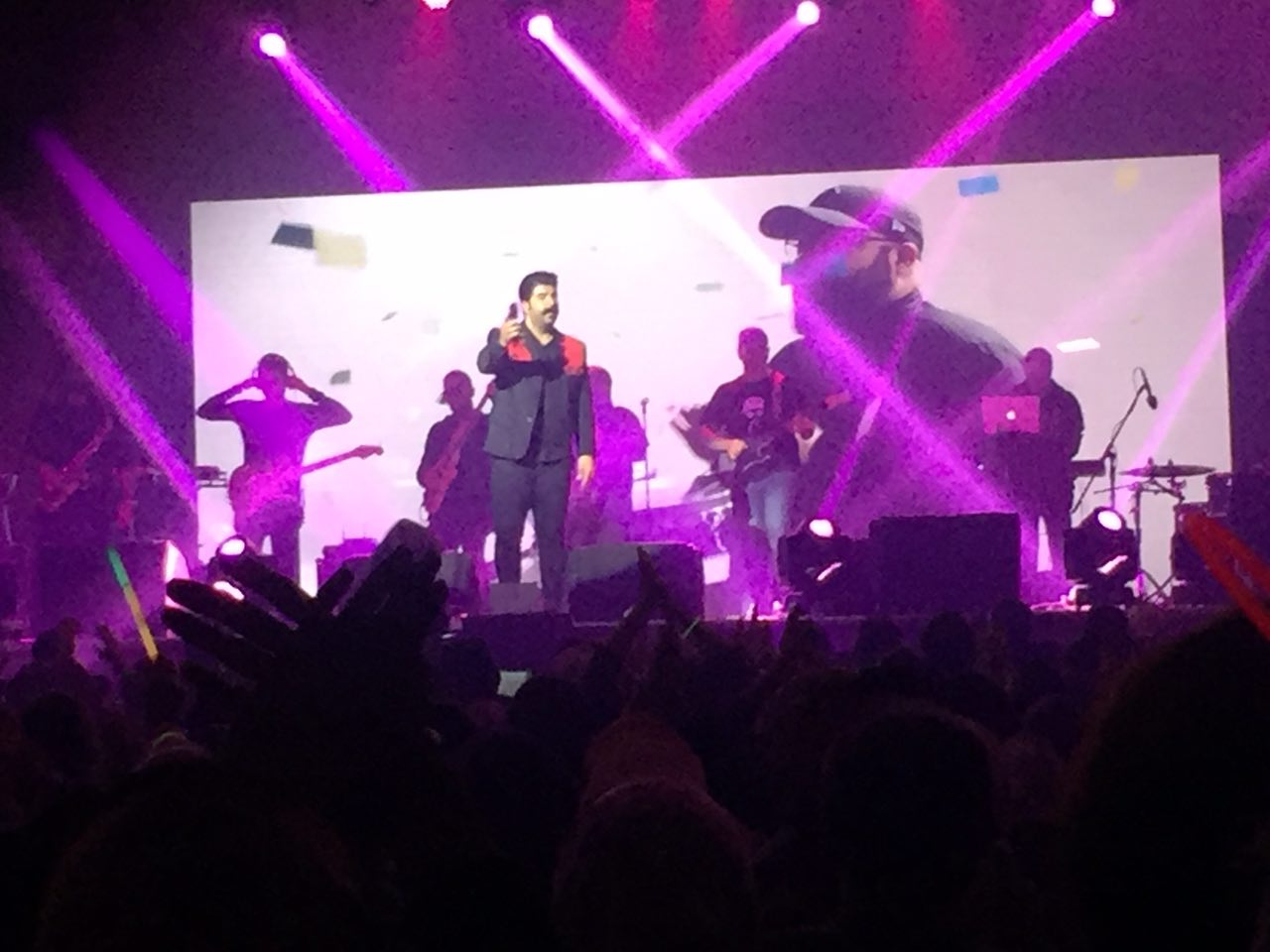
بهنام باني في حفل ساري، 20 يناير 2018

أقيم حفلة الأول في 11 أغسطس 2017. مع أول حفل موسيقي له، سجل رقماً قياسياً جديداً في سوق الموسيقى الإيراني. تم الانتهاء من 4100 تذكرة لحفلة الأول في طهران في أقل من 15 دقيقة. قائد حفلاتة حامد برادران.

## سينغلز
- 2014: Lahze Be Lahze
- 2014: Ey Kash
- 2015: Fasle Asheghi
- 2015: Bia Inja
- 2016: Bikhial
- 2016: Zibaye Bi Hamta
- 2016: Alagheye Khas
- 2016: Man Ye Divoonam
- 2017: Chi Begam
- 2017: Ashegham Karde
- 2017: Hame Donyam
- 2017: Bassame
- 2017: Che Bekhay Che Nakhay
- 2017: Vay Dele Bighararam
- 2017: Tavagho Nadaram
- 2018: Ghorse Ghamar
- 2018: Sad Sal (100 Years)
- 2018: Mahe Asal
- 2018: Hanooz Dooset Daram
- 2018: Del Nakan
- 2019: Iran (مع إيمان إبراهيمي)
- 2019: Toyi Entekhabam
- 2019: Faghat Boro
- 2019: In Eshgheh
- 2020: Khabeto Didam
- 2020: Ghorse Ghamar 2
- 2020: Khoshhalam[8]

## أغاني مصورة
- 2017: Hame Donyam
- 2018: Akhmato Va Kon (Live in Concert)
- 2019: Faghat Boro
- 2020: Ghorse Ghamar 2

## روابط خارجية
- الموقع الرسمي
- بهنام باني على موقع IMDb (الإنجليزية)
- بهنام باني على موقع ميوزك برينز (الإنجليزية)